# فريد الجندي
فريد الجندي (25 سبتمبر 1912 - 8 فبراير 1976) هو مخرج وكاتب سيناريو مصري.

## حياته ونشأته ومسيرته
ولد بالقاهرة 25 سبتمبر 1912، التحق بقسم الإخراج بستديو مصر عام 1935، تزوج من الممثلة والمغنية ليلى حلمي، عمل مساعد مخرج مع عدد من المخرجين منهم أحمد بدرخان ونيازي مصطفي وأحمد ضياء الدين تفرغ في نهاية حياته لإخراج الأفلام التسجيلية التي بدأهاعام 1954.